# ヨメガカサ

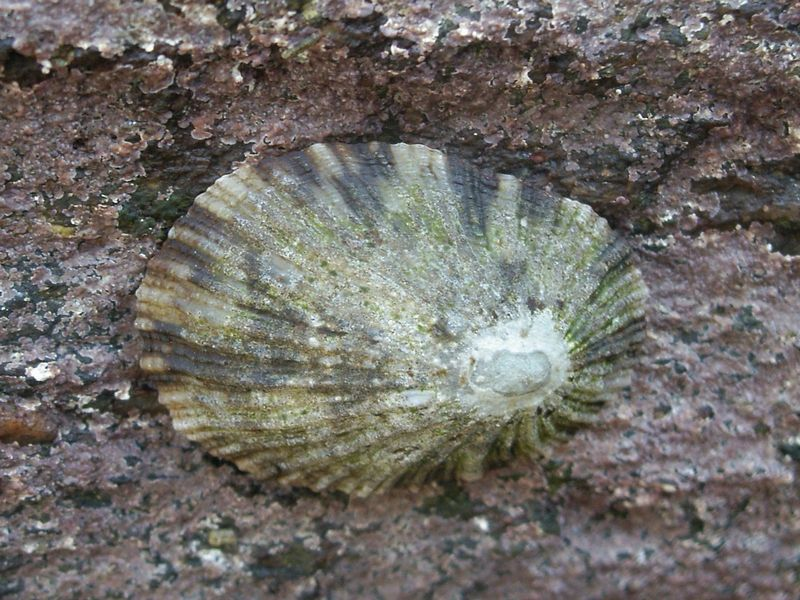
岩に張り付くヨメガカサ（右側が前方）:長崎市

ヨメガカサ（嫁が笠、Cellana toreuma）は、カサガイ目ヨメガカサ科（ツタノハガイ科）に分類される巻貝の一種。平たい円錐形の殻をもつ、いわゆる「カサガイ」の一種で、北西太平洋の海岸で普通に見られる。ヨメノサラ（嫁の皿。香川県、愛媛県）、ボベサラ（ボベ皿。島根県益田市）、ベベガイ（ベベ貝。島根県出雲市）などの地方名もある。

## 特徴
成体は殻長3-4cm程度だが、稀に殻長6cmに達する個体も見られる。日本産のカサガイ類の中では中型の部類に入る。貝殻は前方が狭まる楕円形だが縁に大小の凹凸があり、きれいな楕円形の個体は少ない。殻頂は体の前方に寄るが、殻高は数mm程度にとどまり、カサガイ類の中でも比較的扁平な殻をもつ。但し波浪の強い海岸では殻長が小さく、殻高が高くなることが知られる。
殻の表面は深い放射肋を刻み、肋の上に大小の顆粒がある。模様は薄黄色地に斑点、放射状に茶色の帯が複数入るなど変異に富む。アオサ等の多い環境ではこれらの藻類が付着することも多い。一方、殻の裏側は真珠光沢があり、いくらか黄色を帯びる。
別名「ヨメノサラ」は、貝殻を皿に例え、平たい皿で食い分を減らすという嫁いびりに繋げた呼称である。

### 生態
北海道南部から東南アジアまで、北西太平洋沿岸の熱帯・温帯域に広く分布する。
岩礁海岸の潮間帯に生息し、防波堤など人工の海岸でも見られる。カサガイ類としては個体数も多く、分布域では普通種である。
多くの海岸性腹足類に見られるように、満潮時と干潮時はほとんど動かずじっとしており、その間の波が岩場を洗う時間帯に動き出し、摂餌活動を行う。岩に付着する微細藻類を、鋸のような刃を持つ歯舌で削り取って食べる。貝類にしては摂餌の際の行動範囲は広く、1日に10m以上移動することもある。このため岩から剥がして水槽などに入れても、餌が食べられずに死んでしまう。ウノアシ等に見られるような帰巣行動は見られない。
産卵期は6-12月の長期にわたり、数回の放卵・放精を行う。寿命は1-2年だが夏季の個体数減少が激しい。これは熱射・乾燥による衰弱が大きな原因とみられる。

## 利用
塩茹で、味噌汁、炊き込みご飯などで食用にもされるが、市場に流通するほどの漁獲量はなく可食部も少ないので、個人や地域レベルでの消費にとどまる。島根県の海岸部では、ヨメガカサ科の貝を「ぼべ」（石見）、「べべ」（出雲）、「ぼべん」（隠岐）などと称して、夏に採り、ニンジンなどの根菜類と「ぼべ飯」、「べべ飯」などと称する炊き込みご飯として食べることが一般的である。